# Terceira Batalha de Carcóvia
A Terceira batalha de Carcóvia foi uma série de operações ofensivas realizadas pelo grupo de Exércitos Sul alemão contra o Exército Vermelho, em torno da cidade de Carcóvia, entre 19 de fevereiro e 15 de março de 1943. Conhecido para os alemães como a Campanha Donets, e para os soviéticos como operações Donbas e Kharkov, o contra-ataque alemão levou à destruição de cerca de cinquenta e duas divisões soviéticas e a reconquista das cidades de Carcóvia e Belgorod.